# ايت ايعلا
ايت ايعلا هي قرية بمدينة تنغير في المغرب، تبلغ مساحتها حوالي 1 كلم، وعدد سكانها 500 نسمة تقريبا، تتواجد بها مدرسة مركزية، وبها اعدادية ابن حزم، التي تجمع مجموعة من الاحياء يتوسطها مسجد ايت ايعلا ومع بدايتها نجد جماعة تودغة السفلى